# Мухаммад-Рахім-хан
Мухаммад-Рахім-хан (1715 — 1758) — 13-й володар Бухарського ханства у 1756—1758 роках. Повне ім'я Мухаммад Рахім Багадур-хан.

## Життєпис

### Молоді роки
Походив з узбецького племені мангит. Онук худіяр-бія, аталика ханства. Син Мухаммад-Хакім-бія, диванбегі (міністра фінансів). Народився 1715 року. Невдовзі його діда було позбавлено посади і заслано до Балху. 1721 року Мухаммад-Хакім-бій став аталиком ханства. Втім у 1730 році вигнаний з бухари, перебравшись до Карші, де був напівнезалежним беком.
У 1740 Мухаммад-Рахім приєднався до війська перського володаря Надир Шаха при його поході на Бухарське ханство. Того ж року Мухаммад-Хакім-бій повернув собі посаду аталика. Сам Мухаммад-Рахід перебрався до Мешхеду. У Персії він був призначений начальником і повноважним управителем переселених сюди з Бухарського ханства близько 12 тис. представників узбецької знаті та племен.

### Аталик
1743 року помирає його батько, що спричинило повстання на чолі із Ібайдаллах-бієм з племені хітан. У 1745 році Мухаммад Рахім отримав військо з кизилбашів та право зібрати загін з узбеків Хорасану, рушив на Бухару. Жорсткими заходами придушив повстання. Потім поставив на трон Бухари Абдулмуміна. Сам оселився недалеко від столиці в селі Газіабад, що належали його предкам. Ханом йому було надано посаду аталика і звання «еміру емірів» (амір вул-умаро) і на вищі державні посади були призначені його родичі та прихильники. Йому в відносно короткий термін вдалося відновити спокій у всій державі та відвоювати Балхськуобласть, скориставшись смертю Надир Шаха. За цим прийняв титул малік аль-мульк (володар держави). Активно зміцнював владу, уклавши шлюби з представницями династії Аштарханідів.
1751 року повалив Абдулмуміна, що став виявляти ознаки самостійності, замінивши його братом Убайдуллою. Водночас прийняв декілька посольств з Джунгарського ханства. Втім у кампанії 1752 року Бухарське ханство втратило Балхську область, яку захопили війська афганського шаха Ахмеда Дурруні. 1753 року знову змінив хана, поставивши Шергазі.
В цей період активно діяв з відбудови Самарканду та Бухари, відновленню Даргомської греблі на річці Зеравшан. Лише після повалення Шергазі-хана 1756 року прийняв титул хана (16 грудня) й став засновником нової династії.

### Хан
Став призначати на державні посади представників великих узбецьких племен, враховувалися загальна чисельність цих племен та заслуги перед троном. За даними сучасника, Мухаммад Рахим-хан намагався підпорядкувати своєї влади все узбецькі клани. При ньому почесне перше місце ліворуч від хана належало накібам, перше місце праворуч — шейх аль-ісламу. 
З метою централізації влади хан здійснив кілька походів на непокірні бекства — Міанкаль, Нурата, Ургут, Джизак, Худжанд, Шаш, Кеша, Байсун, Кабадіан. Найбільший спротив чинив Кеш. Також знову довелося підкорювати Гісарське бекство. Непокірні роди і клани — етті-уруг з Міанкаля, буркути з Нура, дурмени з Кубадіана, кенегеси з Кеша, ургутці, горці Гісар-і Шадмана були вислані з рідних місць і розселені деінде. Цим вони були позбавлені колишнього впливу і, відокремлені від підтримки місцевого населення. Уклав союз з Ірдана-бієм, правителем Коканду, з яким здійснив успішний похід проти узбецького племені юз.
Передав владу над Міанкалем своєму стрийкові Даніял-бію, а сам безпосередньо керував Бухарою, Ходжентом, Кулябом, Кешем, Гісаром
1757 року за підтримки Мухаммад-Рахіма на трон Хіви сів Тимур-Газі-хан. Це значно зміцнило авторитет Бухарського ханства. Активно підтримував дипломатичні відносини з Тимур-Шах Дуррані, Кокандськими беками.
Помер 1758 року на шляху з Гіждувана до Бухари і був похований за брамою Мазар на цвинтарі Абу Бакр Тархан у Бухарі. Владу спадкував його онук Фазіл-бій.